# Joan Burton
Joan Burton, née le 1er février 1949 à Dublin, est une femme politique irlandaise membre du Parti travailliste (Lab).
Chef du Parti travailliste, elle est ministre de la Protection sociale entre le 9 mars 2011 et le 6 mai 2016 et vice-Première ministre d'Enda Kenny entre le 4 juillet 2014 et le 6 mai 2016.

## Biographie
Diplômée en commerce de l'University College Dublin (UCD), elle a ensuite été associée de recherche et lecteur universitaire.

### Première expérience gouvernementale
Elle échoue à se faire élire Teachta Dála dans la circonscription Dublin Central en 1989. Elle y parvient trois ans plus tard, dans la circonscription Dublin West. Le 14 janvier 1993, elle devient secrétaire d'État au ministère du Bien-être social. Elle perd ce poste le 15 décembre 1994, en conséquence de la rupture de la coalition au pouvoir.
Cinq jours plus tard, avec le retour des travaillistes au gouvernement, elle est nommée secrétaire d'État à l'Aide au développement et aux Droits humains du ministère des Affaires étrangères.
Elle n'est pas réélue au Dáil Éireann lors des élections du 6 juin 1997 et abandonne son poste vingt jours plus tard.

### Retour au gouvernement
Joan Burton est finalement réélue le 17 mai 2002, à nouveau dans Dublin West. Elle succède à Liz McManus en tant que chef adjointe du Parti travailliste le 4 octobre 2007, sous l'autorité d'Eamon Gilmore. Ensemble, ils permettent au Labour de réaliser un score historique aux élections générales du 25 février 2011. Elle est nommée ministre de la Protection sociale le 9 mars suivant.
Elle se présente à la direction du parti le 4 juillet 2014, à la suite de la démission de Gilmore, en conséquence des résultats catastrophiques des élections européennes. Elle l'emporte avec 78 % des voix contre le secrétaire d'État Alex White. Elle devient ainsi la première femme à diriger l'un des grands partis d'Irlande.
Elle est donc désignée le 11 juillet au poste de Vice-Première ministre, sa nomination étant accompagnée d'un très important remaniement ministériel.